# Notre-Dame-d’Estrées-Corbon
Notre-Dame-d’Estrées-Corbon – gmina we Francji, w regionie Normandia, w departamencie Calvados. W 2013 roku liczba ludności wynosiła 236 mieszkańców. 
Gmina została utworzona 1 stycznia 2015 roku z połączenia dwóch ówczesnych gmin: Corbon oraz Notre-Dame-d’Estrées. Siedzibą gminy została miejscowość Notre-Dame-d’Estrées.